# الطاهر زبيري
الطاهر زبيري (4 أبريل 1929 - 30 أكتوبر 2024) هو أول رئيس أركان للجيش الجزائري بعد استقلال البلاد. ولد حوالي 1929 بسدراتة ولاية سوق أهراس (دوار السوابع، أم العظائم). شارك في الثورة الجزائرية بالقاعدة الشرقية، واعتقل وحكم عليه بالإعدام في عام 1955. هرب من سجن قسنطينة في نوفمبر 1955 رفقة مصطفى بن بولعيد
عضو في اللجنة التنفيذية للأوراس، انضم إلى المركز القومي للأبحاث في عام 1959 وأصبح قائد ولاية ما بين 1960 و1962. ساعد مجموعة تلمسان في الوصول للحكم في عام 1962 ثم تولى قيادة المنطقة العسكرية الخامسة.
نصب رئيسا لأركان الجيش في عام 1963. وشارك في انقلاب 19 يونيو 1965 الذي أطاح بالرئيس المنتخب أحمد بن بلة ليجد نفسه عضوا في المجلس الثوري.
حاول الانقلاب مجددا ولكن هذه المرة على هواري بومدين في ديسمبر 1967، ولكنه فشل. ما اضطره إلى العيش في المنفى خارج البلاد. عاد إلى الجزائر بعد وفاة هواري بومدين بعد العفو الذي أصدره الرئيس الشاذلي بن جديد سنة 1980 لفائدة مجموعة من المعارضين.
في 8 يناير 2004 عينه الرئيس عبد العزيز بوتفليقة عضوا في مجلس الأمة الجزائري في الثلث الرئاسي.

## وفاته
توفي يوم الأربعاء 30 أكتوبر 2024 عن عمر ناهز الخامسة والتسعين.

## وصلات خارجية
- شهادة الطاهر زبيري
- حصة زيارة خاصة لقناة الجزيرة على اليوتيوب